# Uėle
L'Uėle (anche Uele) è un fiume della Russia siberiana settentrionale (Repubblica Autonoma della Jacuzia), tributario del mare di Laptev.

## Percorso
Nasce e scorre interamente nella zona orientale del grande bassopiano della Siberia settentrionale, nel nordovest della Jacuzia; mantiene su tutto il percorso direzione mediamente nordoccidentale, attraversando un territorio piatto e spesso impaludato, ghiacciato per la maggior parte dell'anno (mediamente da fine settembre-primi di ottobre a fine maggio-primi di giugno) e, di conseguenza, pressoché spopolato. Sfocia nella sezione occidentale del mare di Laptev, nella baia dell'Anabar, poco a nord dell'estuario del fiume omonimo.